# Cantón de Saint-Laurent-du-Pont
El cantón de Saint-Laurent-du-Pont era una división administrativa francesa, que estaba situada en el departamento de Isère y la región de Ródano-Alpes.

## Composición
El cantón estaba formado por siete comunas:
- Entre-deux-Guiers
- Miribel-les-Échelles
- Saint-Christophe-sur-Guiers
- Saint-Joseph-de-Rivière
- Saint-Laurent-du-Pont
- Saint-Pierre-de-Chartreuse
- Saint-Pierre-d'Entremont

## Supresión del cantón de Saint-Laurent-du-Pont
En aplicación del Decreto n.º 2014-180 de 18 de febrero de 2014, el cantón de Saint-Laurent-du-Pont fue suprimido el 22 de marzo de 2015 y sus 7 comunas pasaron a formar parte del nuevo cantón de Chartreuse-Guiers.